# 吉爾西基季基奇河

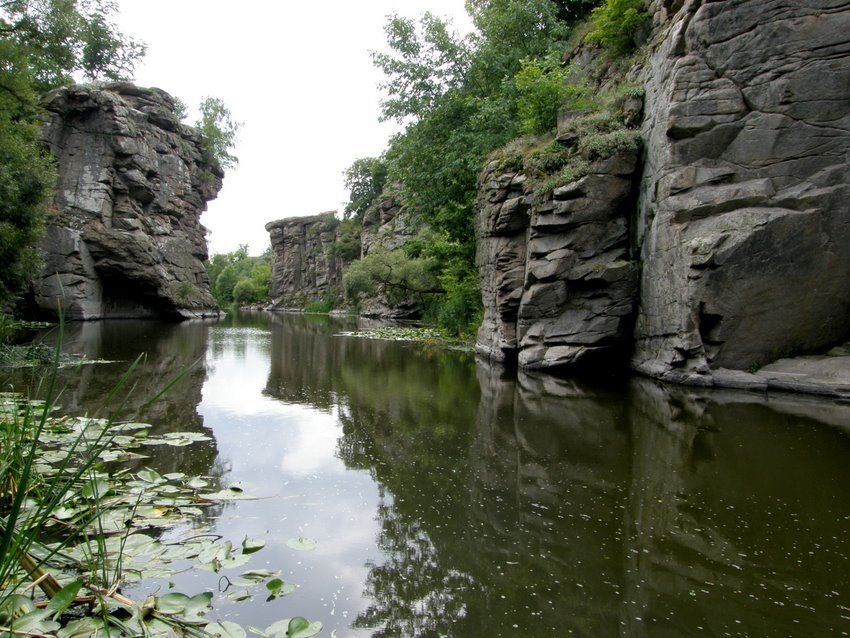

吉爾西基季基奇河（烏克蘭語：Гірський Тікич），是烏克蘭的河流，位於該國中部，流經文尼察州和切爾卡瑟州，河道全長167公里，流域面積3,510平方公里，發源自弗龍季夫卡，河口處在克里維科利納東南面。